# 대한민국 제21대 국회의원 선거 우리공화당 후보 목록
다음은 대한민국 제21대 국회의원 선거 우리공화당 후보 목록이다.

## 비례대표
| 순번 | 후보자 | 경력                               |
| ---- | ------ | ---------------------------------- |
| 1    | 최혜림 | 우리공화당 대변인                  |
| 2    | 서청원 | 11·13·14·15·16·18·19·20대 국회의원 |
| 3    | 인지연 | 우리공화당 수석대변인              |
| 4    | 박태우 | 우리공화당 상근최고위원            |
| 5    | 진순정 | 우리공화당 중앙당대변인            |
| 6    | 김본수 | 플란트본치과 대표원장              |
| 7    | 안현정 | 우리공화당선거대책위원회 대변인    |
| 8    | 구상모 | 6·7대 달서구의회의원               |
| 9    | 최옥락 | 전 금별대안학교 교장               |
| 10   | 정영진 | 전 신성그룹신성부사장              |
| 11   | 위성숙 | 대한약사회이사                     |
| 12   | 이명호 | 한국인재문화교육개발원장           |
| 13   | 윤정순 | 우리공화당 자문위원                |
| 14   | 조시철 | 통일교육원사회 통일전문강사        |
| 15   | 유연숙 | 우리공화당 문화예술부위원장        |

## 같이 보기
- 대한민국 제21대 국회의원 선거